# Басет (Вирџинија)
Басет (енгл. Bassett) насељено је место без административног статуса у америчкој савезној држави Вирџинија.

## Демографија
По попису из 2010. године број становника је 1.100, што је 238 (-17,8%) становника мање него 2000. године.
| Група             | 2000.       | 2010.       |
| Белци             | 935 (69,9%) | 746 (67,8%) |
| Афроамериканци    | 323 (24,1%) | 230 (20,9%) |
| Азијати           | 1 (0,1%)    | 3 (0,3%)    |
| Хиспаноамериканци | 66 (4,9%)   | 100 (9,1%)  |
| Укупно            | 1.338       | 1.100       |